# Helmut Brückner
Helmut Brückner (Bremen, 13 de abril de 1938) é um matemático alemão. Trabalha com teoria algébrica dos números.
Brückner estudou matemática, física, filosofia e pedagogia na Universidade de Hamburgo, de 1957 a 1962, onde obteve um doutorado em 1964, orientado por Helmut Hasse, com a tese Eine explizite Formel für das p-te Normsymbol in diskret bewerteten vollständigen Körpern der Charakteristik 0 mit vollkommenem Restklassenkörper der Charakteristik p. É professor emérito da Universidade de Hamburgo.

## Obras
- Explizites Reziprozitätsgesetz und Anwendungen, Vorlesungsausarbeitung, Universidade de Essen, 1979.
- Eine explizite Formel zum Reziprozitätsgesetz für Primzahlexponenten p in der Algebraischen Zahlentheorie, in Algebraische Zahlentheorie (Oberwolfach), BI Hochschultaschenbücher 1967, p. 31-39.